# Arrondissement de Gros Morne
Arrondissement de Gros Morne (franska: Gros Morne) är ett arrondissement i Haiti.   Det ligger i departementet Artibonite, i den nordvästra delen av landet, 130 km norr om huvudstaden Port-au-Prince. Antalet invånare är 209 471. Arean är 1 008 kvadratkilometer.
Terrängen i Arrondissement de Gros Morne är varierad.
Arrondissement de Gros Morne delas in i:
- Anse-Rouge
- Gros-Morne
- Terre-Neuve